# Abraham de Winter

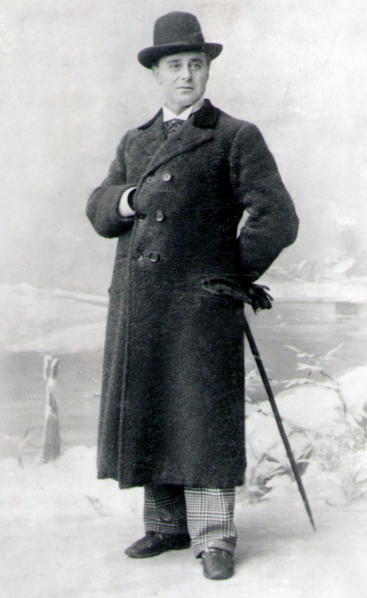
Abraham de Winter, circa 1900

 Abraham de Winter (Breda, 10 maart 1841 - aldaar, 29 januari 1920) was een Nederlandse entertainer  die door zijn solo-optredens als een voorloper van de huidige cabaretiers en theaterkomieken kan worden beschouwd.

## Vroege  geschiedenis
Bram de Winter, zoon van Meijer de Winter en Antje de Bok, groeide op in een straatarm Joods gezin dat in de "Antwerpse Barakken" woonde, destijds een van de armoedigste krottenwijken van Breda. Zijn werkend leven begon hij als handelaar in stro dat hij op het platteland verzamelde en verkocht aan plaatselijke papierfabrieken. Dat bracht hem onder de Brabantse boeren die hij vermaakte met zijn verhalen, grappen en goocheltrucjes. Bovendien inspireerden de boeren hem als 'typen', mensen wier doen en laten, manier van kleden en praten konden worden gepersifleerd. In deze periode werd de "karakter-komiek" Abraham de Winter geboren.Toen de papierfabrieken overgingen op hout als grondstof, begon De Winter een uitdragerij en daarna een kledingzaak aan de Haagdijk. 's Avonds trad hij als de komiek "Brammetje" op in Bredase cafés.

## Nationale bekendheid
Zijn doorbraak als landelijk artiest kwam in 1884 met een optreden in Den Haag, waar hij als een negentiende-eeuwse Wim Kan het kabinet en de landelijke politiek op de hak nam. Daarna was De Winter niet meer weg te denken uit de Nederlandse schouwburgen, die aan het eind van de negentiende eeuw als paddenstoelen uit de grond schoten. Zo trad hij behalve in het Amsterdamse Carré ook op in het Sportpaleis te Antwerpen. Het standaardtenue van De Winter was een avondkostuum met hoge hoed, maar hij werd ook bekend door zijn creaties als "de bibliothecaris" en "de collectioneur voor den Algemeene Arme".   

## Een vroeg platencontract
In 1901 kreeg hij een contract van de Nederlandse vertegenwoordiging van The Gramophone Company, voorloper van het label His Master's Voice, voor het opnemen van een plaat. Hij moet daarom een van de eerste Nederlanders zijn - misschien wel de allereerste - wiens stemgeluid bewaard is gebleven dankzij de grammofoonplaat.

## Hernieuwde aandacht
Abraham de Winter is niet vergeten: ter gelegenheid van het 750-jarig bestaan van Breda, schreef de muzikant Spinvis 3 liedjes, waarin hij opnamen van Abraham de Winter verwerkte. In Lach...en vergeet, een tentoonstelling over vooroorlogse joodse artiesten uit het lichte genre in het Joods Historisch Museum (van 6 maart tot 21 juni 2009) kreeg hij zijn eigen plaats, naast onder anderen Eduard Jacobs en Louis Davids.

## Trivia
De zoon van De Winter, militair in dienst van het Koninklijk Nederlandsch-Indisch Leger, werd een nationale held omdat hij tijdens de Atjeh-oorlog de beruchte guerrillaleider Teukoe Oemar in 1899 had neergelegd (Klöters, p. 50).